# نمی‌باید!...
نمی‌باید!... (فرانسوی: Fallait pas !...‎) یک فیلم کمدی فرانسوی به کارگردانی ژرار ژونیو است که در سال ۱۹۹۶ منتشر شد.